# Resolució 1291 del Consell de Seguretat de les Nacions Unides
La Resolució 1291 del Consell de Seguretat de les Nacions Unides fou adoptada per unanimitat el 24 de febrer de 2000. Després de reafirmar les resolucions 1234 (1999), 1258 (1999), 1273 (1999) i 1279 (1999) sobre la situació a la República Democràtica del Congo, el Consell va expandir la Missió de les Nacions Unides a la República Democràtica del Congo (MONUC) per incloure tasques addicionals i va estendre el seu mandat fins al 31 d'agost de 2000.

## Resolució

### Observacions
El Consell de Seguretat va reafirmar la sobirania de la República Democràtica del Congo sobre els recursos naturals del seu territori, en particular, ja que hi va haver informes d'explotació il·legal dels seus actius. Va demanar la retirada de tropes estrangeres, el desarmament dels grups armats, va reafirmar el seu suport a l'Acord d'alto el foc de Lusaka i va destacar que l'autoritat de l'Estat havia de ser restaurada a tot el país.
La fase II del desplegament de la MONUC depenia del respecte de l'acord d'alto el foc, desmobilització i garanties sobre la seguretat i llibertat de moviment del personal de les Nacions Unides. També hi va haver una gran preocupació per les violacions dels drets humans i l'accés limitat als treballadors de l'ajuda als refugiats.

### Actes
Es va recordar a totes les seves obligacions segons l'acord d'alto el foc signat a Lusaka. El Consell va autoritzar l'expansió de fins a 5.337 tropes a la MONUC fins a 500 observadors militars. La missió expandida tenia el següent mandat:
(a) supervisar l'aplicació de l'Acord d'alto el foc;
(b) mantenir un contacte continu amb la seu de totes les forces militars de les parts;
(c) desenvolupar un pla d'acció per a l'aplicació de l'Acord d'alto el foc en un termini de 45 dies;
(d) treballar per obtenir l'alliberament de presoners de guerra;
(e) supervisar i verificar la retirada i redistribució de forces;
(f) controlar el compliment de l'Acord d'alto el foc en matèria d'armes, municions i material per a grups armats;
(g) facilitar assistència humanitària i vigilar els drets humans;
(h) cooperar amb el facilitador del diàleg;
(i) implementar experts en accions de desminatge i realitzar activitats d'acció de mines.
Actuant sota el Capítol VII de la Carta de les Nacions Unides, la MONUC va ser autoritzada a prendre mesures per garantir la seva llibertat de moviment i protegir els civils d'una amenaça imminent. El Consell va condemnar les massacres i era preocupat pels fluxos il·lícits d'armes i l'explotació il·legal de recursos a la República Democràtica del Congo.
Finalment, es va demanar al secretari general Kofi Annan que informés cada 60 dies sobre l'aplicació de la resolució actual i continués planificant els desplegaments addicionals de la MONUC.